# Vladimir Pozner
Vladimir Vladimirovitj Pozner (russisk: Влади́мир Влади́мирович По́знер, tr. Vladímir Vladímirovitj Pózner; født 1. april 1934 i Paris, Frankrig) er en russisk-amerikansk journalist mest kendt for sine tv-optrædener under den kolde krig, hvor han forklarede de sovjetiske synspunkter over for amerikanske seere.
Han voksede op i USA, men i 1952 emigrerede han til Sovjetunionen. Han studerede ved Moskvas statsuniversitet, og fik eksamen i 1958. I 1960'erne startede han sin karriere som journalist, og blev efterhånden en kendt talsperson for Sovjetunionen i USA.
I 2013 ledte Pozner et tv-program på Ruslands "Pervyj kanal", hvor han interviewede kendte russiske og internationale gæster.